# Stadion Rođeni
Le Stade Rodjeni (ex Stade Vrapčići) est un stade de football à Mostar, en Bosnie-Herzégovine. Il est situé dans la partie nord de la ville. Il tire son nom du quartier de Vrapčići. 
Il est le stade de FK Velež Mostar. Le stade compte 7 000 places. Une petite tribune est et une grand tribune nord sont construites en 2006 et en 2008 une grande tribune ouest est construite.